# Allen Yancy
Allen Nathaniel Yancy (Harper, Liberia 1881 - Lagos, Nigeria 21 februari 1941) was een Liberiaans staatsman. Van 1928 tot 1930 was hij vicepresident van Liberia.

## Biografie
Hij was de zoon van een predikant, afkomstig uit Georgia, V.S. die kort na de Amerikaanse Burgeroorlog (1861-1865) naar Liberia emigreerde. Zijn vader was naast predikant ook boer en later smid. Allen Yancy jr. nam later de smederij van zijn vader over en omdat hij de enige smid in de omgeving was, werd hij een relatief welgesteld persoon. In 1905 werd hij benoemd tot vrederechter. Hij trouwde in 1902 met een Grebo-vrouw en leerde de taal en de gebruiken van dat volk. Nadien was hij als kapitein verbonden aan de Liberian Guard, de militie van het land. Vanwege zijn huwelijk met een Grebo-vrouw nam hij geen deel aan de pacificatie van de Grebo in 1910 die op dat moment in een gewapend conflict waren geraakt met de Americo-Liberianen. Om vervolging te voorkomen trachtte hij tevergeefs naar de Goudkust te vluchten, maar hij werd tegengehouden. Tot een rechtszaak zou het niet komen omdat Yancy over de juiste contacten beschikten: hij was bevriend met president Arthur Barclay en die voorkwam dat hij werd vervolgd. Na de Eerste Wereldoorlog werd hij een succesvol zakenman. Door toedoen van Edwin Barclay, de zoon van Arthur Barclay, werd Yancy in 1918 benoemd tot landsadvocaat van Maryland County in het oosten van Liberia. President Charles D.B. King benoemd hem in 1920 tot superintendent (gouverneur) van Maryland, een positie die hij tot 1927 bekleedde. Van 1928 tot 1930 was Yancy vicepresident onder King.
Als superintendent van Maryland was Yancy betrokken bij mensenhandel. Hij ontving voor iedere dwangarbeider die hij aan Europese schippers wist te leveren een vastgesteld bedrag. De meeste van deze dwangarbeiders of slaven werden tewerkgesteld in Fernando Po in Spaans Guinea. De handelswijze van Yancy en zijn medestanders volgde steeds hetzelfde patroon: een dorp in de binnenlanden werd beschuldigd nalatig te zijn met het betalen van belastingen en de dorpsoudsten of Chiefs kregen de opdracht zo spoedig mogelijk de achterstallige belasting op te brengen. Als na verloop van tijd bleek dat de dorpsbewoners het geld niet konden opbrengen werd de dorpsoudsten onder druk gesteld om als belasting in natura jonge mannen te leveren om arbeid te verrichten in het buitenland. De wanpraktijken van Yancy werden in 1927 aan het licht gebracht door oud-presidentskandidaat Thomas J.R. Faulkner. In een interview met een Amerikaanse krant beschuldigde Faulkner Liberiaanse regeringsleden van betrokkenheid bij slavenhandel. Op instigatie van de Amerikaanse regering stelde de Volkenbond een onderzoek in dat concludeerde (1930) dat er inderdaad regeringsleden betrokken waren bij mensenhandel. Yancy werd beschuldigd van directe betrokkenheid en president King werd verweten dat hij op de hoogte was van de mensenhandel. King en Yancy werden gedwongen tot aftreden en legden op 3 december 1930 hun respectievelijke ambten van president en vicepresident van Liberia neer. Yancy vluchtte kort daarop naar Liberia en ontliep zo strafvervolging. Hij overleed op 21 februari 1941 in Lagos en werd aanvankelijk aldaar begraven. Zijn stoffelijk overschot werd op 5 december 1944 herbegraven op een begraafplaats in zijn geboortestad Harper.
James Ciment omschrijft in zijn boek Another America (p. 177-179) als een corrupt politicus die geld verdoezelde, er een stoet concubines op na hield en betrokken was bij moordpartijen op volkeren in het binnenland.

## Privé
Allen Yancy was sinds 1902 getrouwd met Gertrude Seton van het Grebo-volk. Haar vader was een advocaat. Uit hun huwelijk kwamen acht kinderen voort, zes zoons en twee dochters. Een van zijn zoons van de historicus Ernest Jerome Yancy, auteur van de geschiedenisboeken Historical Lights of Liberia's Yesterday and Today (1934) en The Republic of Liberia (1959). Hij was ook politicus (minister van Defensie) en ambassadeur van Liberia in Israël.
President William Tubman (1944-1971) was een neef van Allen Yancy.